# Politikåret 1951

## Händelser

### Maj
- 16 maj - Den lagstadgade semestern i Sverige förlängs från två till tre veckor per år.
- 19 maj - En ny svensk religionsfrihetslag antas, som ger rättighet att utträda ur Svenska kyrkan utan att ingå i något nytt samfund. Därmed råder full trosfrihet i Sverige.

### September
- 10 september - Storbritannien inleder en ekonomisk bojkott av Iran.

### Oktober
- 26 oktober - Winston Churchill efterträder Clement Attlee som Storbritanniens premiärminister.[1]

### November
- 19 november - Einar Gerhardsen efterträder Oscar Torp som Norges statsminister.[2]

### December
- 24 december – Kungariket Libyen utropas.[3]

### Okänt datum
- Okänt datum – Gunnar Hedlund blir Sveriges inrikesminister.

## Val och folkomröstningar
- Okänt datum – Parlamentsval i Indien.

## Organisationshändelser
- Okänt datum – Finska folkpartiet bildas.

## Födda
- 20 februari – Gordon Brown, Storbritanniens premiärminister 2007–2010.
- 30 maj – Fernando Lugo, Paraguays president 2008–2012.
- 15 juni – Álvaro Colom, Guatemalas president 2008–2012.
- 27 juni – Mary McAleese, Irlands president 1997–2011.
- 3 juli – Jean-Claude Duvalier, "Baby Doc", Haitis president 1971–1986.
- 25 juli – Adolfo Rodríguez Saá, Argentinas president 23–30 december 2001.
- 23 augusti – Achmat Kadyrov, Tjetjeniens förste president 2003–2004.
- 30 augusti – Behgjet Pacolli, Kosovos president 22 februari–30 mars 2011.
- 9 september – Ramón Puerta, Argentinas president 21–22 december 2001.
- 29 september – Michelle Bachelet, Chiles president 2006–2010.
- 23 oktober – Fatmir Sejdiu, Kosovos president 2006–2011.
- 4 november – Traian Băsescu, Rumäniens president 2004–2007, 2007–2012 och 2012–2014.
- 19 november – Mihai Ghimpu, Moldaviens president 2009–2010.
- 27 december – Ernesto Zedillo, Mexikos president 1994–2000.

## Avlidna
- 3 januari – Gösta Bagge, svensk professor i nationalekonomi och politiker, partiledare för Moderaterna.
- 27 januari – Gustaf Mannerheim, Finlands president 1944–1946.
- 18 april – Óscar Carmona, Portugals president 1926–1951.

### Fotnoter
1. ↑  ”United Kingdom” (på engelska). World Statesmen. http://www.worldstatesmen.org/United_Kingdom.html. Läst 2 augusti 2015.
2. ↑  ”Norway” (på engelska). World Statesmen. http://www.worldstatesmen.org/Norway.htm. Läst 2 augusti 2015.
3. ↑  ”Libya” (på engelska). World Statesmen. http://www.worldstatesmen.org/Libya.htm. Läst 23 september 2012.